# Дамјан Шишковски
Дамјан Шишковски (Скопље, 18. марта 1995) македонски је фудбалски голман.

## Репрезентативна статистика
Ажурирано 28. децембра 2023.
| Северна Македонија | Северна Македонија | Северна Македонија |
| Године             | Наступа            | Голова             |
| ------------------ | ------------------ | ------------------ |
| 2020.              | 6                  | 0                  |
| 2021.              | 0                  | 0                  |
| 2022.              | 2                  | 0                  |
| 2023.              | 3                  | 0                  |
| Укупно             | 10                 | 0                  |

## Трофеји, награде и признања

### Екипно
Работнички
- Прва лига Македоније : 2013/14.[3]
- Куп Македоније : 2013/14.[3]

Гент
- Прва лига Белгије : 2014/15.[4]